# جسر الخردلي
جسر الخردلي، وهو جسر أنشأته سلطات الإنتداب الفرنسية إبان تواجدها في لبنان.

## تاريخ إنشائه
أنشاته سلطات الانتداب الفرنسي في عشرينات القرن الماضي، ولكنه أصبح مهملا ومتهالكا في عهد الاستقلال، فأعادت الدولة اللبنانية بناءه بشكل كامل في العام 1972 قبل الإحتلال الإسرائيلي للبنان. 

وفي العام 2006 قامت الطائرات الإسرائيلية بالإغارة عليه وتدميره، لتعود بعض الفاعليات الاجتماعية ببنائه وإعادة افتتاحه في العام 2007.

## موقعه
يصل جسر الخردلي بين ضفتي نهر الليطاني، ويشكل صلة الوصل بين قضاء النبطية وقضاء مرجعيون في المنطقة الواقعة بين بلدتي كفرتبنيت ودير ميماس.